# Bobsleigh als Jocs Olímpics d'Hivern de 2006
Als Jocs Olímpics d'Hivern de 2006 celebrats a la ciutat de Torí (Itàlia) es disputaren tres proves de bobsleigh, dues en categoria masculina i una en categoria femenina. Les proves es realitzaren entre els dies 17 i 26 de febrer de 2006 a les instal·lacions de Cesana Pariol.

## Comitès participants
Hi participaren un total de 150 corredors, entre ells 118 homes i 33 dones, de 22 comitès nacionals diferents.
| - Alemanya (14) - Austràlia (2) - Àustria (5) - Brasil (4) - Canadà (12) - Croàcia (4) - Eslovàquia (4) - Estats Units (12) |  | - França (5) - Hongria (4) - Itàlia (12) - Japó (4) - Letònia (9) - Mònaco (2) - Nova Zelanda (4) |  | - Països Baixos (8) - Polònia (4) - Regne Unit (6) - Txèquia (5) - Romania (6) - Rússia (11) - Suïssa (12) |

## Resum de medalles

### Categoria masculina
| Prova            | Or                                                                         | Argent                                                                                     | Bronze                                                                       |
| Bobs a 2 detalls | Alemanya · Alemanya IAndré Lange · Kevin Kuske                             | Canadà · Canadà IPierre Lueders · Lascelles Brown                                          | Suïssa · Suïssa IMartin Annen · Beat Hefti                                   |
| Bobs a 4 detalls | Alemanya · Alemanya IAndré Lange · Rene Hoppe · Kevin Kuske · Martin Putze | Rússia · Rússia IAlexandre Zoubkov · Philippe Egorov · Alexei Seliverstov · Alexey Voevoda | Suïssa · Suïssa IMartin Annen · Thomas Lamparter · Beat Hefti · Cedric Grand |

### Categoria femenina
| Prova            | Or                                                          | Argent                                               | Bronze                                                  |
| Bobs a 2 detalls | Alemanya · Alemanya ISandra Kiriasis · Anja Schneiderheinze | Estats Units · USA IShauna Rohbock · Valerie Fleming | Itàlia · Itàlia IGerda Weissensteiner · Jennifer Isacco |

## Medaller

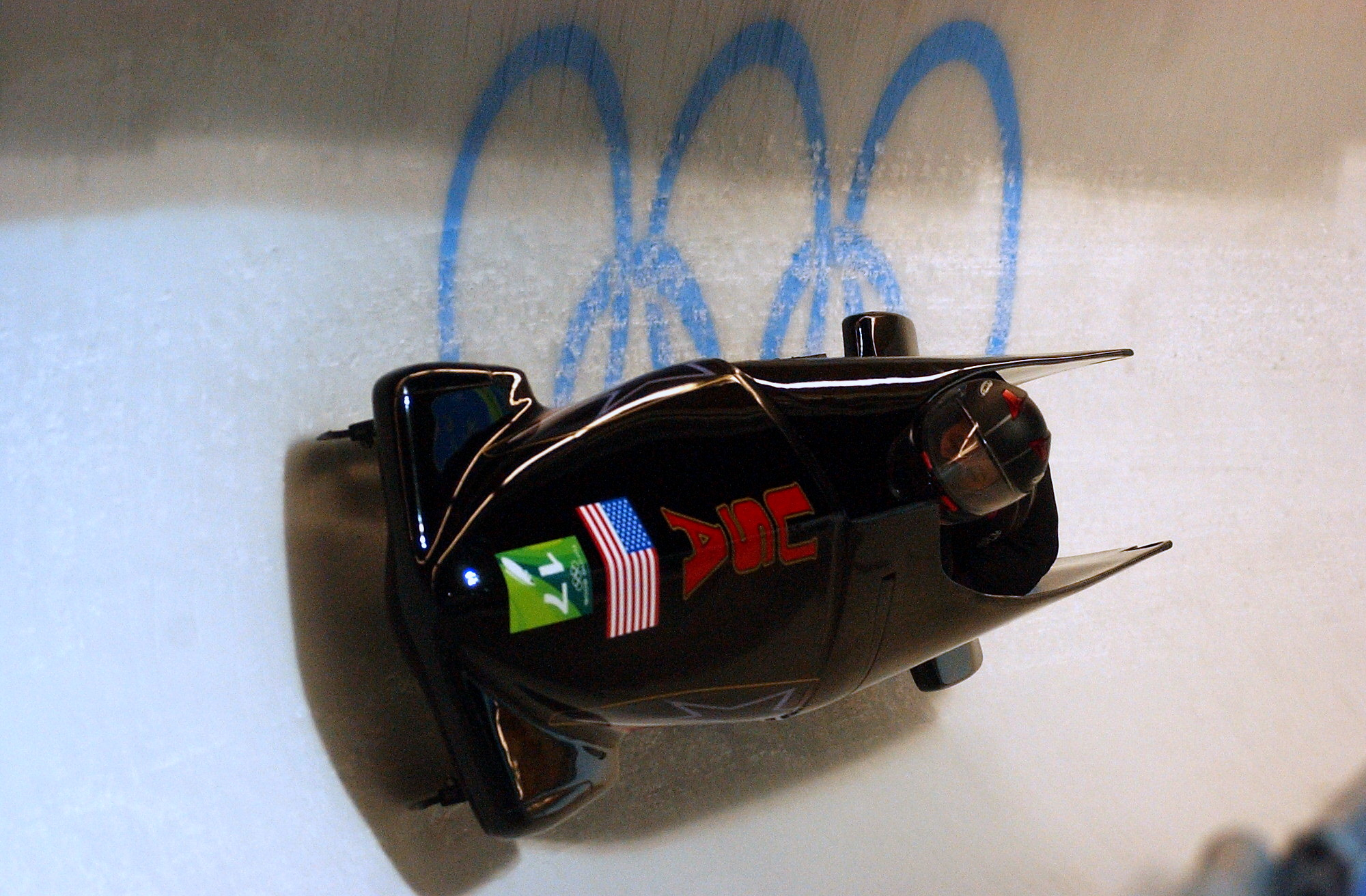
Imatge de l'equip USA I de Bobs a 2.

| Posició | País         | Or | Argent | Bronze | Total |
| 1       | Alemanya     | 3  | 0      | 0      | 3     |
| 2       | Canadà       | 0  | 1      | 0      | 1     |
| 2       | Estats Units | 0  | 1      | 0      | 1     |
| 2       | Rússia       | 0  | 1      | 0      | 1     |
| 5       | Suïssa       | 0  | 0      | 2      | 2     |
| 6       | Itàlia       | 0  | 0      | 1      | 1     |
|         |              |    |        |        |       |
| Total   | Total        | 3  | 3      | 3      | 9     |